# Albias
Albias település Franciaországban, Tarn-et-Garonne megyében. Lakosainak száma 3272 fő (2022. január 1.). Albias Cayrac, L’Honor-de-Cos, Lamothe-Capdeville, Mirabel, Montauban, Nègrepelisse, Réalville és Saint-Étienne-de-Tulmont községekkel határos.

## Népesség
A település népességének változása:
| Lakosok száma | 3182 | 3207 | 3298 | 3246 | 3260 | 3294 | 3337 | 3305 | 3272 |
|               | 2013 | 2015 | 2016 | 2017 | 2018 | 2019 | 2020 | 2021 | 2022 |